# Philodromus hiulcus
Philodromus hiulcus är en spindelart som först beskrevs av Pietro Pavesi 1883.  Philodromus hiulcus ingår i släktet Philodromus och familjen snabblöparspindlar. Inga underarter finns listade i Catalogue of Life.